# Jill Watson
Jill Marilynn Watson (Bloomington, 29 marzo 1963) è un'ex pattinatrice artistica su ghiaccio statunitense.

## Palmarès
Coppie con Peter Oppegard
| Internazionali            | Internazionali | Internazionali | Internazionali | Internazionali |
| Evento                    | 1984–85        | 1985–86        | 1986–87        | 1987–88        |
| ------------------------- | -------------- | -------------- | -------------- | -------------- |
| Giochi olimpici invernali |                |                |                | 3°             |
| Campionati mondiali       | 4°             | 6°             | 3°             | 6°             |
| Fujifilm Trophy           |                |                |                | 1°             |
| NHK Trophy                |                |                | 2°             |                |
| Skate America             |                | 1°             |                |                |
| Nazionali                 |                |                |                |                |
| Campionati statunitensi   | 1°             | 2°             | 1°             | 1°             |

Coppie con Burt Lancon
| Internazionali            | Internazionali | Internazionali |
| Evento                    | 1982–83        | 1983–84        |
| ------------------------- | -------------- | -------------- |
| Giochi olimpici invernali |                | 6°             |
| Campionati mondiali       | 11°            | R              |
| Skate America             |                | 2°             |
| Nazionali                 |                |                |
| Campionati statunitensi   | 3°             | 3°             |
| R = Ritirati              |                |                |